# Paedoclione doliiformis
Paedoclione doliiformis is een slakkensoort uit de familie van de Clionidae. De wetenschappelijke naam van de soort is voor het eerst geldig gepubliceerd in 1907 door Danforth.